# Epicauta phoenix
Epicauta phoenix är en skalbaggsart som beskrevs av Werner 1944. Epicauta phoenix ingår i släktet Epicauta och familjen oljebaggar. Inga underarter finns listade i Catalogue of Life.